# 程順則

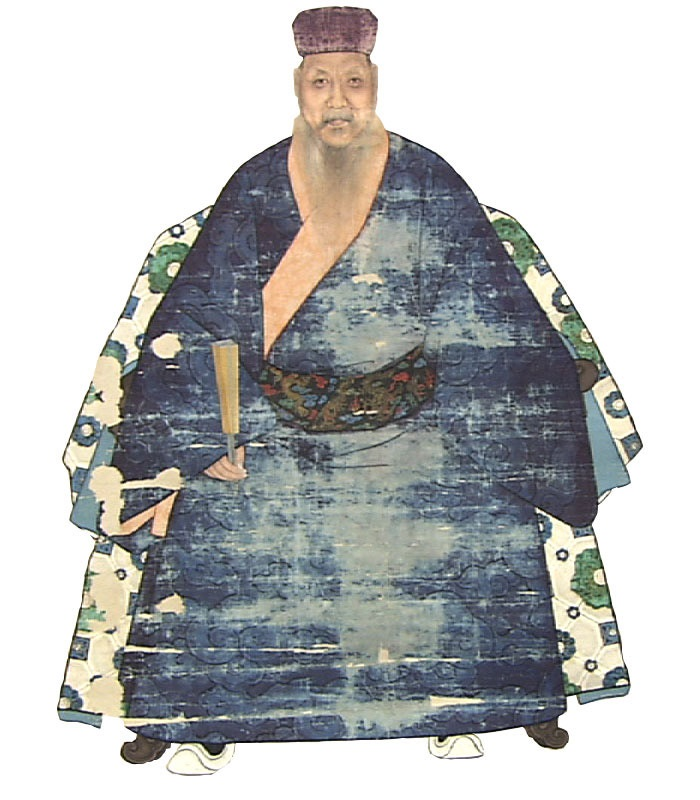
程順則肖像

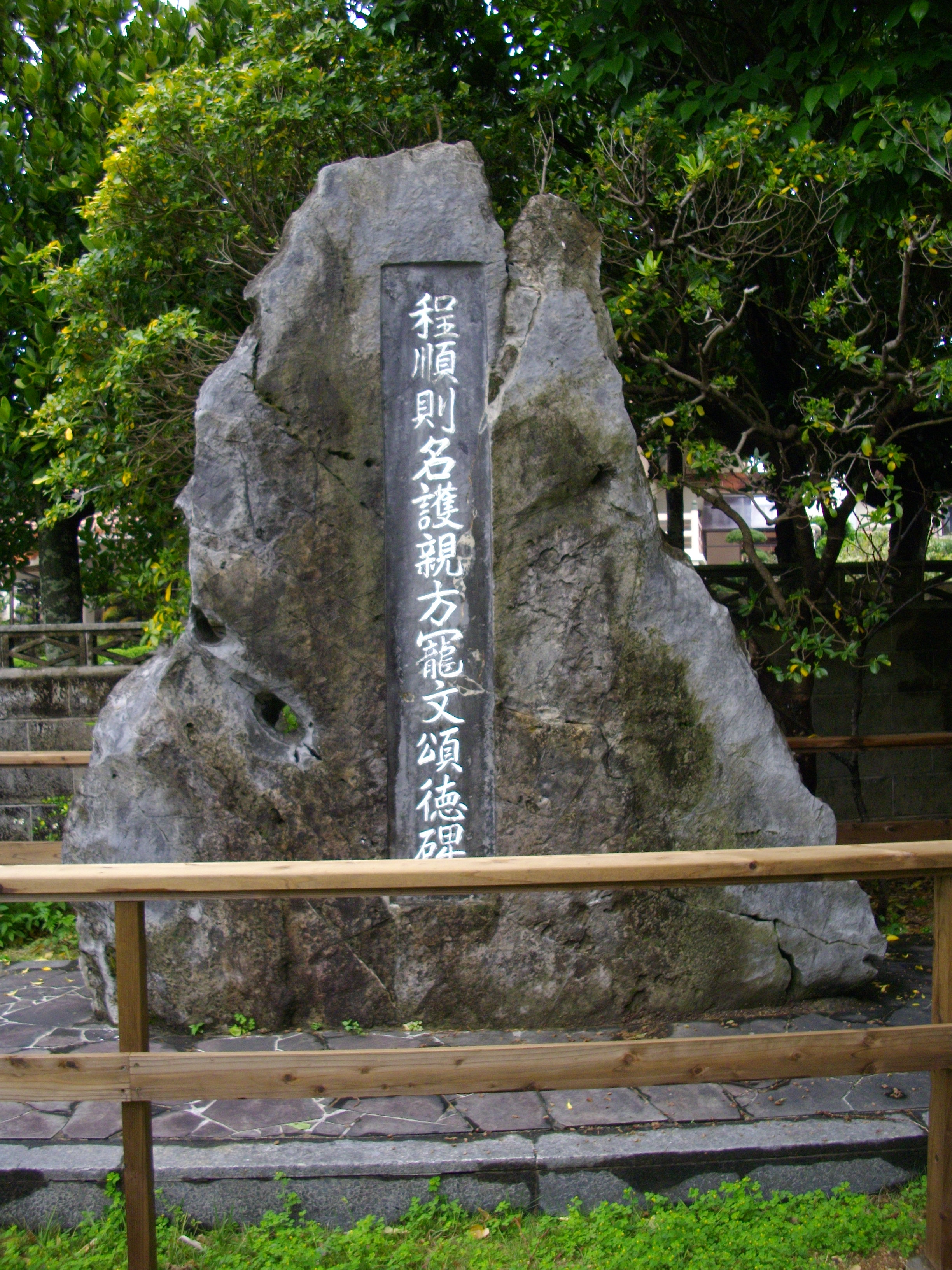
沖縄県那覇市にある程順則の碑

程 順則（てい じゅんそく、1663年11月27日（尚質王16年10月28日） - 1735年1月1日（尚敬王22年12月8日））は、第二尚氏王統の琉球王国の士族。琉球名は寵文（ちょうぶん）。名護親方（なぐうぇーかた）を務めた。

## 生涯
1663年、久米に生まれる。父は真和志間切古波蔵村の地頭職を務めた程泰祚。
程泰祚は那覇士族外間實房の次子で、久米村の程氏の養子となったので、血統は唐人ではない。 　進貢使ともに清国へ赴いた父の泰祚が、三藩の乱で福州へ戻れず、蘇州で1676年に客死したことから、順則は12歳から母の訓育のもとで育った。
15歳で元服、21歳で通事となり、謝恩使とともに渡清。一度は琉球に戻るが、再度渡清して同国の福州に留まり、陳元輔のもとで程朱学と漢詩を数年間学ぶ。
儒教の造詣の深さから鴻儒と評され、王命で首里の位階・官制・服制を整理して編纂した。尚貞王の世子尚純、世孫の尚益の侍講となり、中城御殿に宿泊しつつ、講義を含む王子への教育を役目とする。
その後、進貢使として数回清国へ赴く。1706年夏の渡清の際、福州で私費による刊行物を制作した。同地では、かつて福州留学中に感銘を受けた『六諭衍義』に序と跋（後書）を添えて刊行、また『指南広義』や『焚余稿』など、数種の本を私費で制作して琉球へ帰国した。『指南広義』は那覇福州間の尖閣航路書である。歴代尖閣航路は琉球王府の役人が水先案内してきたが、1683年、冊封使汪楫が清国側で尖閣航路を掌握しようと試みたため、台湾海峡内で冊封船の琉球パイロットと航路争いが起こり、結局は引き続き琉球パイロットがナビゲートしたという事件があった。程順則はこの事件を承けて琉球側の航路の正当性を婉曲に主張するために福州で刊行したのが『指南広義』である。
正徳4年（1714年）、徳川家継の将軍就任を祝う慶賀使として江戸へ赴き、その途中で薩摩藩藩主の島津吉貴に『六諭衍義』を献上した。その後、日本橋茅場町の荻生徂徠と会合。江戸では新井白石とも意見交換を行っており、白石はそこで得た知識から『南島志』を著したという。また帰途の際、摂政辞任後の近衛家熙から京都鴨川の別荘物外楼の詩文を依頼されなどがあり、同地に寄留している。なお、島津吉貴に献上された『六諭衍義』は後に徳川吉宗に献上されて高く評価され、室鳩巣に和訳が命じられ『六諭衍義大意』が著され、その後の寺子屋教育や明治以降の初等教育にも利用された。
後に古波蔵村の地頭と官位が上がり、紫金上夫、三司官座敷を賜わり八十万石の知行となる。66歳で名護間切の総地頭となり、72歳で没した。
琉球で最初の公的教育機関となる、明倫堂（1714年開設）の創設を建議した。また、清国福州で刊行した六諭衍義は、後に日本各地の寺子屋へと普及した。
墓所は那覇市識名の識名霊園にあり、墓の前に「程順則名護寵文之墓」の碑がある。